# Iskandar Ghanem
Iskandar (Aleksander) Ghanem (ur. 1911 w Sagbin, dystrykt Al-Bika al-Gharbi, zm. 4 lutego 2005) – libański generał, maronita. 25 lipca 1971 roku został mianowany szóstym z kolei  dowódcą naczelnym libańskiej armii. 23 maja 1975 roku powierzono mu także funkcje ministra obrony narodowej oraz ministra wody, energii i zasobów energetycznych w rządzie Nur ad-Dina ar-Rifa’ia. 1 lipca 1975 r. zrezygnował z zajmowanych stanowisk. Jeden z jego synów, Robert Ghanem kierował w latach 1995–1996 ministerstwem edukacji Libanu. 